# Дача Ф. И. Шаляпина в Плёсе
Дача Шаляпина в Плёсе — дачная постройка, сооруженная по заказу Фёдора Шаляпина в 1912—1914 годах под Плёсом в Нерехтском уезде Костромской губернии (ныне территория деревни Шаляпино Приволжского района Ивановской области). В советское время в здании действовал дом отдыха «Порошино».

## Предыстория строительства
Дача Ф. И. Шаляпина находится в 5 км от Плёса вниз по течению Волги на высоком правом берегу в живописном месте. Она расположена на территории усадьбы Хмельницы, возникшей в XVIII веке и числившейся за дворянами Мячковыми. В 1860—1870-х годах имение перешло во владение семейства Щулепниковых, проживавших в соседнем Утешном. Хмельницы фактически превратились в пустошь: усадьба простаивала, в использовании сохранялись только её поля и покосы.
В 1910 году к Щулепниковым в гости впервые приехал Шаляпин. Очарованный местными живописными видами, он приобрёл Хмельницы. Певец не мог полноценно контролировать строительный процесс в связи с активной творческой деятельностью, поэтому он попросил о помощи своих друзей Щулепниковых, которые выступили доверенными лицами при строительстве.
Исследователи до сих пор не пришли к единому мнению, каким образом Шаляпин оказался в Плёсе. Существующие объяснения представлены в краеведческой статье Д. Б. Ойнаса. Многие авторы связывают приезд артиста с его любовью к живописи Исаака Левитана. Однако Л. П. Смирнов пишет, что певец был лично приглашён в Утешное С. А. Щулепниковым — сыном хозяина имения и большим поклонником творчества Фёдора Шаляпина. Н. М. Кузнецова объясняет приезд Шаляпина в Плес знакомством с её матерью — К. А. Щулепниковой. Она познакомилась с певцом на волжском пароходе. Шаляпин готовился к роли Бориса Годунова и, желая побывать в местах, связанных со временем правления царя и событиями Смуты, отправился в путешествие по Поволжью. Щулепникова и Шаляпин много беседовали в ходе своей поездки о творчестве Левитана, что подтолкнуло Шаляпина к приезду в город. Он прибыл в Плёс со своим другом, театральным декоратором и пейзажистом Николаем Клодтом, внуком автора коней на Аничковом мосту.

Хозяева Утешного с восторгом приняли Шаляпина. Он исполнил в гостях несколько вокально-театральных зарисовок. С. А. Щулепников вспоминал: 
Внезапно Шаляпин встал, взял лежавший на диване теплый платок, закутался в него — и вот перед нами глуповатая баба. Она становится на колени, кладет поклоны, крестится и шепчет: «Мати Казанская, мати Астраханская…» Вот она замечает на полу двугривенный, жадно хватает его и попадает пальцем в плевок: «Тьфу, прости господи, плюнули окаянные в храме божьем, мати Казанская, мати Астраханская…» И опять пошли кресты и поклоны. Невозможно было удержаться от смеха, а Клодт хохотал до упаду. 
О пребывании Шаляпина в Плёсе сложилось много городских легенд. По одной из них, Шаляпин, сойдя с парохода, 
…неторопливо прошёл по базарной площади, купил пять фунтов семечек и, лузгая их, с улыбкой оглядывался. — «Шаляпин!, — послышалось в собиравшейся толпе. — Горло, значит, семечками полирует, — шутливо сказал кто-то. — Полно, дураково поле, — перебил другой голос. — Горло полируют другим средством, — последовал звонкий щелчок по горлу…». …Слух о приезде Шаляпина мигом облетел весь город, и за ним уже ходила огромная толпа. Просили, конечно, спеть, но он, улыбаясь, отказывался и, по-прежнему бросая в рот семечки, шутил: «Горло не отполировано…». 
Ещё одна легенда возникла вокруг одного из отъездов Шаляпина из Утешного. Он
…хотел сесть на проходящий пароход с лодки, но пароход почему-то не желал остановиться. Тогда Шаляпин запел одну из оперных арий и капитан парохода, услышав пение знаменитого певца, тотчас узнал его и остановил пароход. Шаляпин сел на него и уехал к своему семейству в Москву.

## Первоначальная архитектура дачи
В 1913 году в Хмельницах на купленном Шаляпиным участке был заложен дом по проекту архитектора В. С. Кузнецова (брата И. С. Кузнецова). Изначально Шаляпин хотел построить дом «…в стиле терема князя Игоря или Ларинской усадьбы»: в этом желании сказывается влияние его оперной карьеры. Однако впоследствии соображения функциональности взяли верх, и был составлен проект «просторного дома, где можно было бы поместить человек пятнадцать членов семьи, прислуги и всякого гостящего люда».
В результате был построен рубленый одноэтажный дом с мезонином, к которому примыкали два флигеля, соединенные с центральным объемом узкими бревенчатыми переходами. Волжский фасад украшала большая терраса на кирпичных столбах с лестницей, спускающейся в сад. В мезонине был устроен балкон; скошенные углы придавали ему схожий с эркером вид. Мезонин перекрывала сложная кровля. Похожие объемы со скошенными углами, сложной кровлей и щипцами крыш со срезанными завершениями обнаруживаются в архитектуре дома на улице Александровской в Костроме, возведенного в 1888 году по проекту городского архитектора А. Е. Смурова в ходе перестройки города после пожара 1887 г.
К 1914 г. строительство дачи было завершено, однако из-за начавшейся Первой мировой войны Шаляпину пришлось отложить поездку в Хмельницы, и в результате дачи своей артист так и не увидел. К тому же, его семья была очень привязана к своему имению Ратухино в Ярославской губернии, поэтому Хмельницы для них были не столь привлекательны. После революции Шаляпину тоже не удалось посетить свою недавно отстроенную дачу под Плёсом. В 1920-е гг. он оказался в вынужденной эмиграции. Уехав на гастроли в Америку, он долгое время отсутствовал в стране, что вызвало недовольство советской власти, лишившей его в результате звания Народного артиста Республики и запретившей возвращение на родину.

## Архитектура дачи после революции 1917 г
В 1918 году здание дачи было занято сельской коммуной. В 1921 году здесь разместили голодающих детей Поволжья. В 1923 году на базе дачи, расширенной пристройками, был создан дом отдыха. В архитектуру главного дома были внесены значительные изменения.
К волжским фасадам были пристроены высокие 2-этажные башни в духе модерна с бельведерами, крытыми срезанными металлическими «в шахмат» колпаками и полицей, опирающейся на ряд резных кронштейнов. Башни были украшены сплошными подоконными тягами тройных окон в обоих этажах. Тяги поместили также под широкими полуциркульными термальными окнами бельведера.
В санаторно-курортном комплексе «Плёс», возведенном в 1924 году на основе бывших домов городского головы, местных купцов и фабрикантов, сохранились практически идентичные башни со срезанными колпаками и полицей, построенные на год позже башен в Хмельницах. Такие четырехскатные шатрообразные башни были, по-видимому, особенно популярны именно в Костромской губернии. Они появляются, напр., в доме купца Сапожникова в Костроме (1891 или 1893 г.), где тоже используются кронштейны, или доме купцов Каликиных в Галиче Костромской области (начало XX в.). В деревянную архитектуру эти башни пришли из архитектуры каменной. В качестве примера подобной каменной 4-скатной башни можно привести особняк И. Л. Динга в Сокольниках 1902—1903 гг. (тоже с полицей). Несмотря на то что перестройки дачи велись уже после революции, в провинциальной, тем более деревянной архитектуре продолжалась по инерции разработка форм модерна. Но здесь эти формы уже более иссушенные и очищенные.
Центральная часть дома со стороны парадного волжского и дворового фасадов была акцентирована открытыми верандами. Кровля над центральным объемом была заменена на двускатную. Симметричные боковые крылья были расширены и составили уже по две простых клетских избы с каждой стороны (одна — в одно, другая — в два окна по фасаду), сильно выдвинутых вперед. Ярусы портика на фасаде были разделены широким подшивным фризом, укорачивающим пилоны нижнего яруса, снабженные пьедесталами и капителями. Пилоны верхнего яруса были расчленены горизонтальными тягами. Еще одна тяга протянулась под полуциркульным чердачным окном обшитого тесом фронтона. Окна изб флигелей были обрамлены резными наличниками с сандриками и фартуками. Два средних флигеля, рубленные с остатком, были оформлены по выпускам бревен пилястрами на пьедесталах.

В существующем виде здание представляет собой сложный комплекс деревянных рубленых построек в духе эклектики с отдельными элементами неорусского стиля — редкий пример курортной архитектуры первых лет Советской власти. 
- Дача Ф.И. Шаляпина в Плёсе. Башня (1923 г.)
- Дача Ф.И. Шаляпина в Плёсе. Мезонин (после перестройки 1923 г.)
- Дача Ф.И. Шаляпина в Плёсе. Балкон изнутри (после перестройки 1923 г.)